# Amonardia tristanensis
Amonardia tristanensis is een eenoogkreeftjessoort uit de familie van de Miraciidae. De wetenschappelijke naam van de soort is voor het eerst geldig gepubliceerd in 1964 door Wiborg.